# Толстенёв, Владимир Егорович
Владимир Егорович Толстенёв (1909-1981) — тракторист колхоза имени Чапаева Белокалитвинского района Ростовской области. Герой Социалистического Труда.

## Биография
Родился в 1909 году в хуторе Какичев ныне Белокалитвинского района Ростовской области в семье потомственных казаков. Окончил начальную школу и с 1929 года пошёл работать в колхоз имени Чапаева трактористом. Добросовестное отношение к технике и порученному делу позволяло механизатору из года в год добиваться высокой выработки, экономии горючего и средств на ремонте. 
Владимир Егорович активный участник Великой Отечественной войны. На фронте он с 1941 года, служил трактористом в механизированной колонне инженерных войск, а с 1943 по 1947 годы участвовал в восстановлении города Сталинграда. За проявленное мужество и героизм в боях был награждён орденами и медалями. 
В 1947 году Владимир Егорович возвращается в Ростовскую область и продолжает работу в родном колхозе имени Чапаева. На своем тракторе ДТ-54 он добивался высоких показателей, и многие годы оставался лучшим трактористом района. Бригада, в которой трудился Владимир Егорович, ежегодно первая выполняла в колхозе полевые работы и ежегодно получала высокие урожаи.
В 1961 году он выработал на пахоте 1790 гектаров, при плане 1560 гектаров, а в следующем году – 1864 гектаров, при плане 1480.  В 1963 году В.Е. Толстенев вырабатывает уже 1786 гектаров, при плане – 1372, что выше среднего показателя по колхозу на 680 гектаров. 
В 1964 году его показатели были выше среднего по хозяйству  на 790 гектаров. При плане выработки в 1366 гектаров Владимир Егорович выработал 2022 гектара. Урожайность зерновых в тот год составила на площади в 1294 гектара 15,5 центнеров при среднем показателе в колхозе 14 центнеров, подсолнечника – по 19 центнеров с гектара при средней в 14 центнеров.
 В 1965 году при неблагоприятных климатических условиях В.Е. Толстенев смог получить урожайность зерновых на площади  1484 гектара 10,5 центнеров с гектара, что было выше среднего показателя по колхозу на 1,7 центнера.
За пять лет, начиная с 1961 по 1966 годы, Владимир Егорович сэкономил  горючего.
За большие успехи, достигнутые в высокопроизводительном использовании сельскохозяйственной техники, Владимир Егорович был отмечен высокой государственной наградой.
Указом Президиума Верховного Совета СССР от 23 июня 1966 года за успехи, достигнутые в увеличении производства и заготовок пшеницы, ржи, гречихи, риса, других зерновых и кормовых культур и высокопроизводительном использовании техники Толстенёву Владимиру Егоровичу присвоено звание Героя Социалистического Труда с вручением ордена Ленина и золотой медали «Серп и Молот».
В 1967 году постановлением бюро обкома КПСС, Облисполкома и Президиума Облсовпрофа Владимир Егорович Толстенёв занесен в областную Книгу трудовой славы.
После получения высокой государственной награды В.Е. Толстенев продолжал успешно трудиться и вести общественную работу.
За многолетний, ударный труд в сельском хозяйстве страны Владимир Егорович был награждён также многими государственными и ведомственными медалями.